# Holger Apfel
Holger Apfel (nacido el 29 de diciembre de 1970) es un expolítico alemán del Partido Nacionaldemócrata de Alemania (NPD). Fue miembro del consejo de la ciudad de Dresde hasta 2004. Desde la elecciones al Landtag (Parlamento Regional) de Sajonia en ese mismo año, fue miembro de dicho parlamento regional, asumiendo el cargo de jefe del NPD en esa institución.
Apfel fue nombrado presidente del NPD en 2011. El 19 de diciembre de 2013, renunció con efecto inmediato de sus funciones de liderazgo, tanto a nivel nacional como estatal, al parecer por motivos de salud. Dejó el partido cinco días después y el 17 de enero de 2014 renunció a su escaño en el Parlamento Regional Sajón. Desde entonces está retirado de la vida política.

## Vida política
Apfel tiene una larga historia de activismo con el NPD, a partir de la década de 1980, cuando era activo en la organización juvenil del NPD, los Junge Nationaldemokraten, de la que llegó a ser presidente entre 1994 y 1999. Fue vicepresidente del NPD a nivel federal entre 2000 y 2009, y vicepresidente a nivel estatal en Sajonia entre 2002 y 2009. Entre 2009 y 2011, se desempeñó como presidente del NPD en Sajonia.
El 19 de septiembre de 2004, Apfel dirigió al NPD sajón a su mayor éxito electoral, cuando su partido obtuvo el 9.2% del voto popular en las elecciones estatales y doce escaños en el Parlamento Regional Sajón. Se convirtió en líder del grupo parlamentario del partido.
En 2005, Apfel y su partido se negaron a participar en un minuto de silencio por las víctimas de la Alemania nazi, que se iba a celebrar en el Landtag sajón. Anteriormente, el grupo parlamentario del NPD había exigido que un minuto de silencio se celebrara en honor a las víctimas del bombardeo de Dresde en su lugar. En el debate parlamentario que siguió, Apfel llamó a los aliados de la Segunda Guerra Mundial "asesinos en masa" y acusó a los británicos de haber librado un "holocausto" contra los alemanes.
En la elección federal de 2005, fue candidato a diputado del Bundestag por la circunscripción de Kamenz, Hoyerswerda y Großenhain, y recibió el 6,7% de los votos.
El 13 de noviembre de 2011, fue elegido presidente del NPD a nivel federal, con 126 votos contra 85 del hasta entonces presidente Udo Voigt, en un Congreso del partido. El 19 de diciembre de 2013, renunció con efecto inmediato de sus funciones de liderazgo, tanto a nivel nacional como estatal, por motivos de salud. Según Jürgen Gansel, Apfel sufría  de Síndrome de burnout. El 24 de diciembre renunció a su militancia en el NPD.
Tras su renuncia a su escaño parlamentario, fue reemplazado como miembro del Parlamento sajón por Holger Szymanski.

## Vida personal
Apfel está casado con Jasmin Apfel (nacida en 1983), exjefa de la organización femenina del NPD, Ring Nationaler Frauen (RNF). Tienen tres hijos. En 2012, la pareja se separó y Jasmin Apfel anunció su renuncia tanto a la RNF como al NPD. Sin embargo, actualmente la pareja esta junta de nuevo, y desde el retiro de Holger Apfel de la vida política, administra un restaurante en Mallorca.